# Список українських народних ігор
|  | Службовий список статей, створений для координації робіт з розвитку теми. Це попередження не встановлюється на інформаційні списки і глосарії. |

Список українських народних ігор:
- Баштан — дитяча гра, в якій діти удають, ніби рвуть «дідові» кавуни та дині, а той їх ловить.[1]
- Веребей — варіант гри в квач, де гравці стоять у колі.
- Вербова дощечка — давня весняна гра, яку іноді називають також «Жук» або «Жучок».
- Ворон — химерна дитяча гра, що імітує напад ворона на курчат, яких захищає квочка; у цій грі ворон символізує темряву, морок і смерть.[2][3]
- Гилка — давня народна гра в м'яч.[4]
- Горюдуб (горидуб, горипень)
- Гуси — масова народна гра, у якій «вовк» ловить «гусей», що тікають з поля додому.[5][6]
- Дзвін (дзвіночок) — дитяча гра, у якій один гравець, що стоїть у колі інших гравців, які взялися за руки, намагається вирватися з ланцюга.[7]
- Довга лоза — гра, яка полягає в тому, що один з її учасників повинен перестрибнути через інших, що розмістились один за одним зігнувшись.[8][9]
- Квач (латки, лованки) — гра, у якій треба влучити м'ячем у втікача або, наздогнавши його, торкнутися рукою
- Кіт і миша — гра, у якій «миша» тікає від «кота» зсередини кола гравців («танку»), які беруться за руки. Коли «танок» піднімає руки вгору, «миша» тікає від «кота». А коли «кіт» намагається проскочити за «мишею» — руки опускають.[10]
- Ковіньки (свинка, булка) — хлоп'яча гра, подібна за принципом до хокею.
- Панас — гра, в якій хтось один із зав'язаними очима ловить інших.[11][12]
- Перепілка та подолянка — подібні забавки, в яких один виконавець імітує події у пісні, яку співають інші гравці, що стоять чи водять хоровод навколо.[13][14]
- Піжмурки (жмурки) — гра, під час якої один із учасників із зав'язаними очима ловить або відшукує інших.
- Сардинки — це гра в хованки навпаки. Тільки один гравець ховається, поки всі інші гравці йдуть на полювання індивідуально.[15]
- Свинки — гра з ключками та м'ячем.
- Скраклі — спортивна гра, що за принципом нагадує городки.
- Схованки — гра, яка полягає у тім, що один з учасників шукає інших, які сховалися.
- Тісна баба — гра, в якій ті, що сидять на кінцях лавки, тиснуть на тих, що сидять посередині, намагаючись витіснити їх і зайняти їх місце.[16]
- Хрещик — а) рід гри, в якій одна пара гравців ловить другу, яка після голосового сигналу розбігається, тікаючи від першої пари, та намагається знову з'єднатися (варіант цієї гри має назви «Горидуб» чи «Горю-дуб»[17]); б) танкова гра, під нас якої хлопці й дівчата міняються місцями.[18][9]
- Швайка — гра, що полягає у киданні великого товстого цвяха в кільце, яке лежить на землі.[19]
- Ящур